# Achatocarpus microcarpus
Achatocarpus microcarpus là một loài thực vật có hoa trong họ Achatocarpaceae. Loài này được Schinz & Autran mô tả khoa học đầu tiên năm 1893.